# Zelki
Zelki est un village polonais de la voïvodie de Varmie-Mazurie, dans le powiat de Giżycko.